# Maya Lin: A Strong Clear Vision
Pour plus de détails, voir Fiche technique et Distribution.
Maya Lin: A Strong Clear Vision est un film documentaire américain réalisé par Freida Lee Mock et Terry Sanders  et sorti en 1994.
Il a reçu l'Oscar du meilleur film documentaire en 1995.

## Synopsis
Le film retrace la vie et l'œuvre de l'artiste américaine d'origine chinoise Maya Lin.

## Fiche technique
- Réalisation : Freida Lee Mock, Terry Sanders
- Scénario : Freida Lee Mock
- Musique : Charles Bernstein
- Durée : 105 minutes
- Dates de sortie : 
  - octobre 1994 : Los Angeles
  - octobre 1995 : Festival du film de Chicago
  - 10 novembre 1995 : ( États-Unis)

## Distinctions
- Oscar du meilleur film documentaire
- nommée aux Directors Guild of America Awards